# 남이흥장군 일가 유품
남이흥장군 일가 유품(南以興將軍 一家 遺品)은 대한민국 충청남도 당진시에 있는 조선시대의 유물이다. 1970년 12월 19일 대한민국의 국가민속문화재 제21호 남이흥장군유품으로 지정되었다가, 2004년 2월 관계 전문가 추가지정조사 실시 결과에 따라 2004년 9월 25일 남이홍장군일가유품으로 명칭을 변경하면서 고문서 13점, 영정1점, 생활자료 10점, 복식 6점 등 총 30점의 세부유물을 추가 지정하였다.

## 개요
남이흥(1576∼1627)은 임진왜란 때 노량해전에서 이순신과 함께 전사한 남유의 아들로, 선조 35년(1602)에 무과에 급제 하고, 이후 이괄의 난을 평정하는 등 많은 공을 세웠다.
1차 지정 유물은 몸을 보호하기 위해 입었던 사슴가죽으로 만든 옷 1벌과 인조 임금이 하사하였다고 전하는 곤룡포 1점, 그리고 상아·나무·녹각 등으로 만든 장군과 가족들의 호패 7점이다. 2004년에는 고문서 13점, 영정1점, 생활자료 10점, 복식 6점 등 총 30점의 유물을 추가로 지정하였다. 이 외에도 고서(古書), 서한(書翰), 영정, 교지 등 500여 점의 유품들은 17세기 초의 생활상과 복식 연구에 귀중한 자료가 되고 있다.

## 세부 내역
| 번호   | 사진 | 명칭                                    | 소재지      | 관리자 (단체)          | 지정일                | 참조 |
| 21-1호 |      | 구의(상,하) (구衣(上,下))               | 충남 당진시 | 의령남씨충장공파대종중 | 1970년 12월 19일 지정 |      |
| 21-2호 |      | 답호 (답호)                             | 충남 당진시 | 의령남씨충장공파대종중 | 1970년 12월 19일 지정 |      |
| 21-3호 |      | 호패 (號牌)                             | 충남 당진시 | 의령남씨충장공파대종중 | 1970년 12월 19일 지정 |      |
| 21-4호 |      | 가족호패 (家族號牌)                     | 충남 당진시 | 의령남씨충장공파대종중 | 1970년 12월 19일 지정 |      |
| 21-5호 |      | 고문서 (古文書)                         | 충남 당진시 | 의령남씨충장공파대종중 | 2004년 9월 25일 지정  |      |
| 21-5호 |      | 급제교지 (及第敎旨)                     | 충남 당진시 | 의령남씨충장공파대종중 | 2004년 9월 25일 지정  |      |
| 21-5호 |      | 교서 (敎書)                             | 충남 당진시 | 의령남씨충장공파대종중 | 2004년 9월 25일 지정  |      |
| 21-5호 |      | 진무공신교서 (振武功臣敎書)             | 충남 당진시 | 의령남씨충장공파대종중 | 2004년 9월 25일 지정  |      |
| 21-5호 |      | 교서 (敎書)                             | 충남 당진시 | 의령남씨충장공파대종중 | 2004년 9월 25일 지정  |      |
| 21-5호 |      | 추증교지 (追贈敎旨)                     | 충남 당진시 | 의령남씨충장공파대종중 | 2004년 9월 25일 지정  |      |
| 21-5호 |      | 교서 (敎書)                             | 충남 당진시 | 의령남씨충장공파대종중 | 2004년 9월 25일 지정  |      |
| 21-5호 |      | 교서 (敎書)                             | 충남 당진시 | 의령남씨충장공파대종중 | 2004년 9월 25일 지정  |      |
| 21-5호 |      | 별급문기 (別給文記)                     | 충남 당진시 | 의령남씨충장공파대종중 | 2004년 9월 25일 지정  |      |
| 21-5호 |      | 별급문기 (別給文記)                     | 충남 당진시 | 의령남씨충장공파대종중 | 2004년 9월 25일 지정  |      |
| 21-5호 |      | 화회문기 (和會文記)                     | 충남 당진시 | 의령남씨충장공파대종중 | 2004년 9월 25일 지정  |      |
| 21-5호 |      | 화회문기 (和會文記)                     | 충남 당진시 | 의령남씨충장공파대종중 | 2004년 9월 25일 지정  |      |
| 21-5호 |      | 별급문기 (別給文記)                     | 충남 당진시 | 의령남씨충장공파대종중 | 2004년 9월 25일 지정  |      |
| 21-5호 |      | 허여문기 (許與文記)                     | 충남 당진시 | 의령남씨충장공파대종중 | 2004년 9월 25일 지정  |      |
| 21-6호 |      | 남이흥장군영정 (南以興將軍影幀)         | 충남 당진시 | 의령남씨충장공파대종중 | 2004년 9월 25일 지정  |      |
| 21-7호 |      | 광대 (廣帶)                             | 충남 당진시 | 의령남씨충장공파대종중 | 2004년 9월 25일 지정  |      |
| 21-7호 |      | 단서함 (단서함)                         | 충남 당진시 | 의령남씨충장공파대종중 | 2004년 9월 25일 지정  |      |
| 21-7호 |      | 지휘봉 (지휘봉)                         | 충남 당진시 | 의령남씨충장공파대종중 | 2004년 9월 25일 지정  |      |
| 21-7호 |      | 화살통과화살 (화살통과화살)             | 충남 당진시 | 의령남씨충장공파대종중 | 2004년 9월 25일 지정  |      |
| 21-7호 |      | 남여 (藍輿)                             | 충남 당진시 | 의령남씨충장공파대종중 | 2004년 9월 25일 지정  |      |
| 21-7호 |      | 요여 (腰輿)                             | 충남 당진시 | 의령남씨충장공파대종중 | 2004년 9월 25일 지정  |      |
| 21-7호 |      | 충정공내외관 (충정공내외관)             | 충남 당진시 | 의령남씨충장공파대종중 | 2004년 9월 25일 지정  |      |
| 21-7호 |      | 정경부인정씨내외관 (정경부인정씨내외관) | 충남 당진시 | 의령남씨충장공파대종중 | 2004년 9월 25일 지정  |      |
| 21-7호 |      | 궁대 (弓袋)                             | 충남 당진시 | 의령남씨충장공파대종중 | 2004년 9월 25일 지정  |      |
| 21-7호 |      | 시복 (矢복)                             | 충남 당진시 | 의령남씨충장공파대종중 | 2004년 9월 25일 지정  |      |
| 21-8호 |      | 명주겹답호1 (명주겹답호1)               | 충남 당진시 | 의령남씨충장공파대종중 | 2004년 9월 25일 지정  |      |
| 21-8호 |      | 명주겹답호2 (명주겹답호2)               | 충남 당진시 | 의령남씨충장공파대종중 | 2004년 9월 25일 지정  |      |
| 21-8호 |      | 명주겹철릭1 (명주겹철릭1)               | 충남 당진시 | 의령남씨충장공파대종중 | 2004년 9월 25일 지정  |      |
| 21-8호 |      | 명주겹철릭2 (명주겹철릭2)               | 충남 당진시 | 의령남씨충장공파대종중 | 2004년 9월 25일 지정  |      |
| 21-8호 |      | 명주겹철릭3 (명주겹철릭3)               | 충남 당진시 | 의령남씨충장공파대종중 | 2004년 9월 25일 지정  |      |
| 21-8호 |      | 명주겹장옷 (명주겹장옷)                 | 충남 당진시 | 의령남씨충장공파대종중 | 2004년 9월 25일 지정  |      |

## 같이 보기
- 남이흥

## 참고 자료
- 남이흥장군 일가 유품 - 국가유산청 국가유산포털